# Jack Reed, le bras de la justice
Pour plus de détails, voir Fiche technique et Distribution.
Jack Reed, le bras de la justice (Jack Reed: A Search for Justice) est un téléfilm américain réalisé par Brian Dennehy diffusé en 1994.

## Synopsis
Le sergent Reed se voit refuser une promotion par son chef. Il s'occupe néanmoins d'une sordide affaire d'assassinat : une stripteaseuse, Loreleï, est retrouvée morte, enceinte ; l'enquête mène jusqu'à un homme d'affaires et père de famille respectable qui n'aurait pas accepté la paternité de l'enfant qu'elle portait, ou les complications professionnelles à assumer. Reed va se battre pour la justice, malgré le climat de corruption ambiant, et son partenaire peu expérimenté.

## Fiche technique
- Titre français : Jack Reed, le bras de la justice
- Titre anglais original : Jack Reed: A Search for Justice
- Réalisation : Brian Dennehy
- Scénario : Brian Dennehy
- Genre : Film policier
- Musique : Lee Holdridge
- Production : Kushner-Locke Company, Steve Krantz Productions
- Durée : 90 min / USA : 96 min
- Pays :  États-Unis
- Langue : anglais
- Format d'image : Couleur
- Son : Stéréo
- Classification : Australie : M / UK : 12
- Dates de diffusion :
  - États-Unis : 2 octobre 1994
  - Royaume-Uni : 27 juin 2001

## Distribution
- Brian Dennehy : Jack Reed
- Charles S. Dutton (VF : Med Hondo) : Charles Silvera
- Susan Ruttan : Arlene Reed
- Joe Grifasi : Mike 'Gravedigger' Edwards
- Charles Hallahan : Roy Galvin
- Rex Linn : Dave
- Miguel Ferrer : Win Carter
- Michael Talbott : Eddie Dirkson
- Amber Benson : Nicole Reed
- Allison Mackie : Jewel
- Justin Burnette : John Reed Jr.
- Marjorie Monaghan : Loreleï Bradley
- Michael C. Gwynne : Pete Myers
- Elizabeth Dennehy : Sara

## Épisodes de la série
- 1992 : Illusion fatale (Deadly Matrimony)
- 1993 : Jack Reed, l'incorruptible (Jack Reed: Badge of Honor)
- 1994 : Jack Reed, le bras de la justice (Jack Reed: A Search for Justice)
- 1995 : Jack Reed, les contes meurtriers (Jack Reed: One of Our Own)
- 1996 : Jack Reed, l'un des nôtres (Jack Reed: Death and Vengeance))